# Кузнецов, Василий Григорьевич (химик)
Кузнецов Василий Григорьевич (25 декабря 1905, Мирославка, Алатырский уезд — 1988, Москва) — советский химик; лауреат Сталинской премии (1953). Доктор химических наук, профессор (1946)

## Биография
Родился 25 декабря 1905 г. в д. Мирославка (ныне в черте г. Алатырь) Алатырского уезда Симбирской губернии. Русский.
Учился в начальной сельской школе.
Окончил химическое отделение физико-математического факультета Казанского государственного университета (1929) и его аспирантуру.
Работал в Институте физико-химического анализа АН СССР в Ленинграде (в 1934 реорганизован в Институт общей и неорганической химии и переведён в Москву), руководил лабораторией рентгенографии и кристаллографии. Доктор химических наук, профессор (1946). 

## Работы
Докторскую диссертацию защитил в 1946 году на тему «Структура и свойства двойных и твёрдых растворов замещения».
Автор более 100 науч. работ. Занимался проблемами создания боеприпасов, изучал металлы и их сплавы.

## Награды
- Сталинская премия (1953)[2]
- орден Трудового Красного Знамени
- орден «Знак Почёта» (13.11.1944)
- медали